# Żywiec
Żywiec (in tedesco Saybusch o Seipusch; in ceco Živec) è una città della Polonia con 32 000 abitanti, situata nel voivodato della Slesia, nella regione montagnosa dei Monti Beschidi.

## Storia
Nel corso della sua storia, Żywiec ha conosciuto la dominazione asburgica dal 1838 al 1917, e durante quel periodo ha portato il nome di Saybusch.

## Cultura

### Cucina
La città è famosa anche all'estero per la birra che porta il suo nome.

## Amministrazione

### Gemellaggi
- Gödöllő